# Maside
Maside es un municipio español de la provincia de Orense en Galicia. Pertenece a la Comarca de Carballino.

## Geografía humana

### Demografía
Cuenta con una población de 2742 habitantes (INE 2024).
| Gráfica de evolución demográfica de Maside entre 1842 y 2021 |
| |
| Población de derecho según los censos de población del INE Población de hecho según los censos de población del INEEntre el censo de 1877 y el anterior, disminuye el término del municipio porque independiza a 32065 (Pungín) |

## Organización territorial
El municipio está formado por sesenta y nueve entidades de población distribuidas en nueve parroquias:
- Amarante (Santa María)
- Armeses (San Miguel)
- Garabanes[4] (San Pedro)[6]
- Lago[4](San Martín) [7]
- Louredo (Santa María)
- Maside (Santo Tomé)[8][9]
- Piñeiro (San Juan)[10]
- Rañestres (San Mamés)[5][11]
- Treboedo (Santa Comba)[5]